# 利沙納峰
46°46′10.6″N 10°20′41.5″E / 46.769611°N 10.344861°E

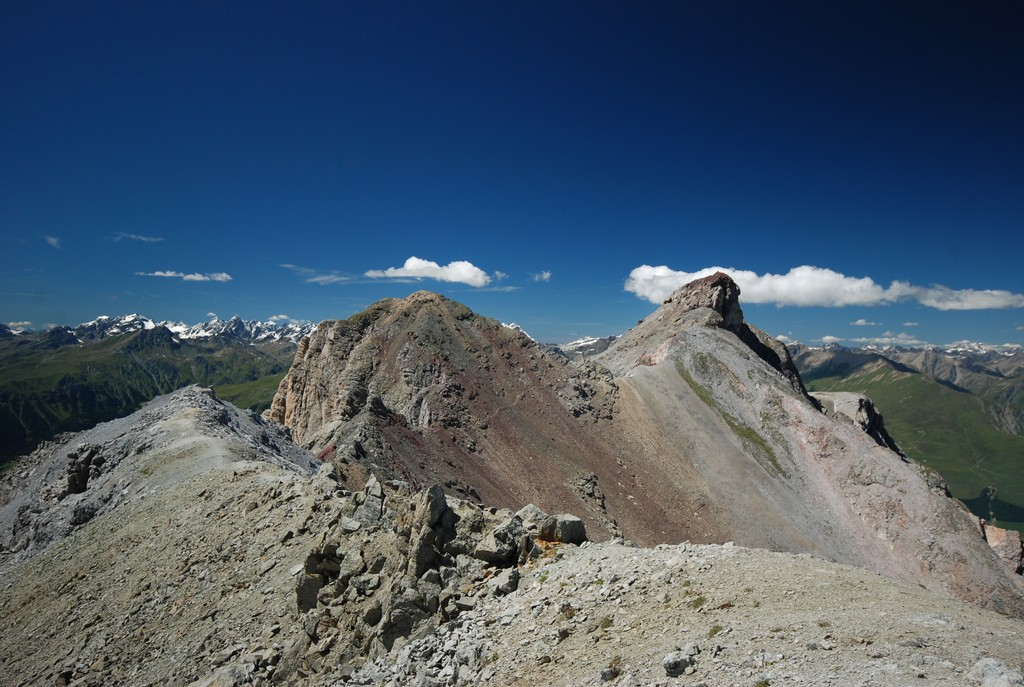

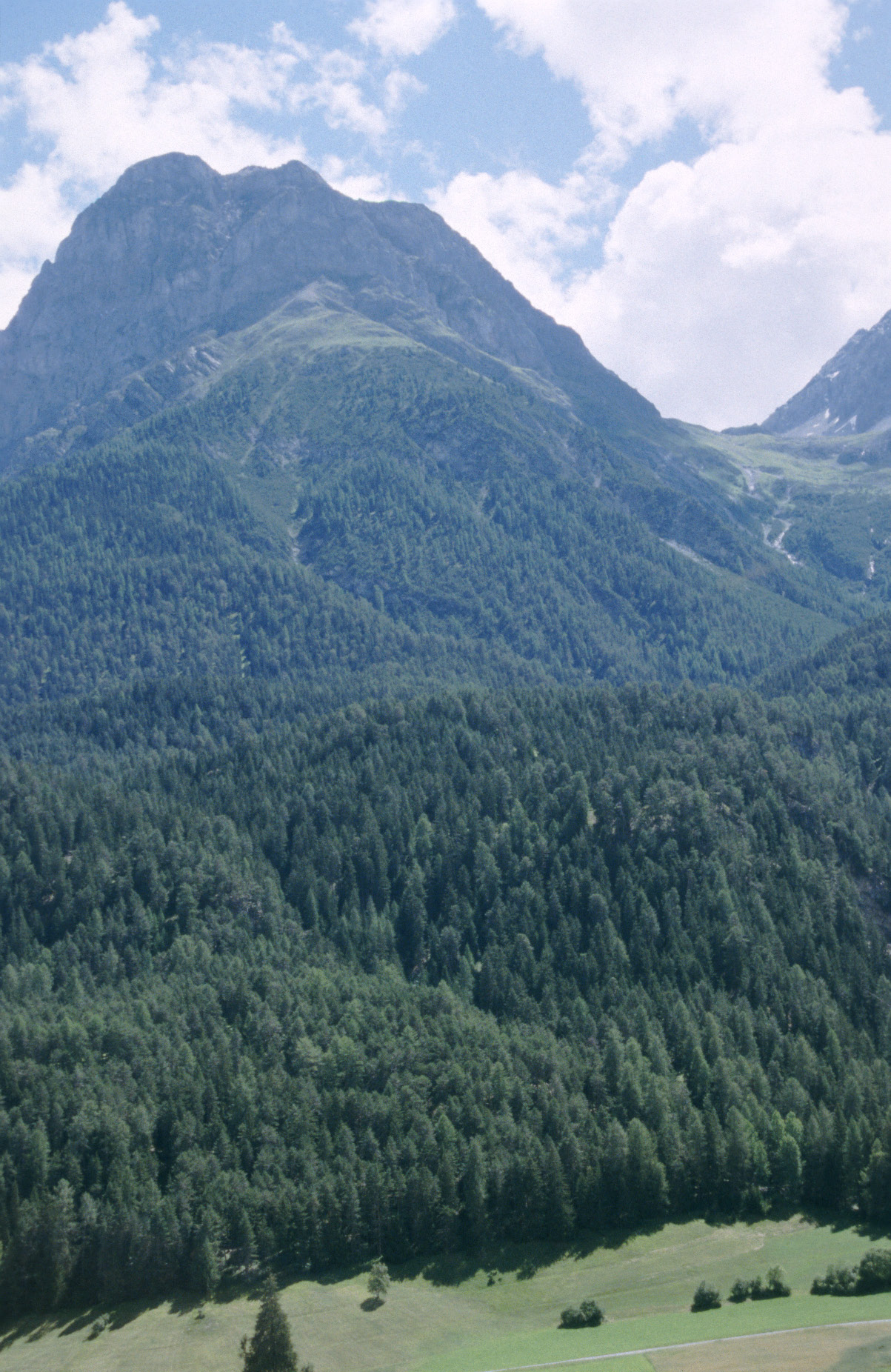

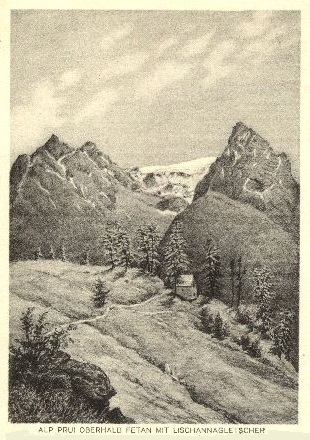

利沙納峰（Piz Lischana），是瑞士的山峰，位於該國東南部，由格勞賓登州負責管轄，屬於塞斯文納山脈的一部分，海拔高度3,105米，每年平均降雨量1,367毫米。